# Peter Caruana
Sir Peter Richard Caruana (Gibilterra, 15 ottobre 1956) è un politico gibilterriano, primo ministro di Gibilterra dal 1996 al 2011.

## Biografia
Nato il 15 ottobre 1956 a Gibilterra venne educato alla Christian Brothers School di Gibilterra, andando poi a studiare in Inghilterra alla Grace Dieu Manor e al Ratcliffe College di Leicester. Studiò infine a Londra al Queen Mary College e all'Università di Londra, dove si laureò, e frequentò il Council of Legal Education di Londra.
Dal 1979 al 1990 è stato professionista in diritto aziendale a Gibilterra, e dal 1990 al 1995 specialista in diritto navale e commerciale. Nel 1998 viene nominato avvocato della regina per Gibilterra.

### Vita privata
Peter Caruana è sposato, ed è padre di sei figli.

## Carriera politica
Dal 1990 è membro del Partito Socialdemocratico di Gibilterra, partito di cui è diventato leader nel febbraio 1991. Nel maggio 1991 entra nel Parlamento di Gibilterra e nel gennaio 1992 diventa leader dell'opposizione. Nel maggio 1996 viene eletto primo ministro di Gibilterra; è stato rieletto una prima volta nel febbraio 2000 e ha vinto di nuovo le elezioni nel novembre 2003 e nel novembre 2007, ottenendo il suo quarto mandato consecutivo.